# Djimi Traoré
Djimi Traoré (* 1. März 1980 in Saint-Ouen, Frankreich) ist ein ehemaliger französisch-malischer Fußballspieler und jetziger Trainer, der für die Seattle Sounders spielte.
Seit 2016 ist er Assistenztrainer der Seattle Sounders.

## Karriere
Traorés erster Profiverein war Stade Laval. 1999 wechselte der linke Verteidiger zum ersten Mal zum FC Liverpool. 2001 ging er wieder zurück nach Frankreich zum RC Lens. Seit Anfang der Saison 2002/03 spielte Traore wieder beim FC Liverpool.
Von Liverpool wechselte er im Sommer 2006 für 2,8 Millionen Euro zu Charlton Athletic. Ein halbes Jahr später verließ er Charlton und schloss sich dem Portsmouth FC an. Im Januar 2008 wurde er für den Rest der Saison an Stade Rennes ausgeliehen. Im Februar 2009 wurde er für drei Monate an Birmingham City ausgeliehen, konnte aber verletzungsbedingt nur drei Spiele absolvieren.
Im Sommer 2009 wechselte er zum AS Monaco, wo er gleich zum Stammspieler wurde. Im Winter 2010 zog er sich einen Kreuzbandriss zu und fiel damit den Rest der Saison aus.
Nach auslaufen seines Vertrages und dem Abstieg des AS Monaco in die Ligue 2 wechselte er ablösefrei zu Olympique Marseille. Dort verbrachte er zwei Spielzeiten ohne sich einen Stammplatz erspielen zu können und verließ den Verein im Sommer 2012.
Traore spielte bisher sechs Mal für das Fußballnationalteam von Mali.

## Erfolge
- 1 Mal UEFA-Cup-Sieger mit dem FC Liverpool 2001
- 2 Mal englischer Pokalsieger mit dem FC Liverpool 2001, 2006
- 2 Mal englischer League-Cup-Sieger mit dem FC Liverpool 2001, 2003
- 1 Mal Champions-League-Sieger mit dem FC Liverpool 2005
- 1 Mal europäischer Supercupsieger mit dem FC Liverpool 2005